# كوري بيرد (لاعب كرة قدم أمريكية)
كوري بيرد (بالإنجليزية: Cory Bird) هو لاعب كرة قدم أمريكية أمريكي، ولد في 10 أغسطس 1978 في اتلانتيك سيتي في الولايات المتحدة.

## وصلات خارجية
- كوري بيرد على موقع مرجع كرة القدم المحترفة.كوم (الإنجليزية)